# Alphonse Hochstuhl
Alphonse Hochstuhl est un homme politique français né le 16 octobre 1823 à Montbéliard (Doubs) et décédé le 9 juillet 1875 à Strasbourg (Bas-Rhin).

## Biographie
Instituteur à Strasbourg, il est député du Bas-Rhin de 1850 à 1851, siégeant au groupe d'extrême gauche de la Montagne.

## Sources
- « Alphonse Hochstuhl », dans Adolphe Robert et Gaston Cougny, Dictionnaire des parlementaires français, Edgar Bourloton, 1889-1891 [détail de l’édition]